# Gerrit de Vries (président du Conseil)
Pour les articles homonymes, voir Gerrit de Vries et de Vries.
Gerrit Abrahamszoon de Vries, né à Haarlem le 22 février 1818 et mort à La Haye le 4 mars 1900, est un homme d'État néerlandais.

## Biographie
De Vries est un disciple de Thorbecke qui, après la mort de son maître en 1872, lui succède en tant que chef du gouvernement De Vries/Fransen van de Putte.
En tant que ministre de la Justice, sa tentative d'élaborer une nouvelle loi sur l'organisation judiciaire échoue.
Après un court mandat parlementaire, il reprend ses fonctions au conseil d'État qu'il a quittées en 1872.